# Владична
Вла́дична — село в Україні, у Недобоївській сільській громаді Дністровського району Чернівецької області. Населення становить 1742 осіб.

## Історія
За даними на 1859 рік у монастирському селі Хотинського повіту Бессарабської губернії, мешкало 907 осіб (455 чоловічої статі та 452 — жіночої), налічувалось 171 дворове господарство, існувала православна церква.
Станом на 1886 рік у власницькому селі Клишківської волості мешкало 1143 осіб, налічувалось 218 дворових господарств, існували православна церква та школа.

## Населення

### Мова
Розподіл населення за рідною мовою за даними перепису 2001 року:
| Мова            | Кількість | Відсоток |
| --------------- | --------- | -------- |
| українська      | 1714      | 98.39%   |
| російська       | 16        | 0.92%    |
| румунська       | 8         | 0.46%    |
| білоруська      | 3         | 0.17%    |
| інші/не вказали | 1         | 0.06%    |
| Усього          | 1742      | 100%     |

## Природа
На південь від села розташована гідрологічна пам'ятка природи Озеро «Джулин».